# Инсерционная последовательность
Инсерционная последовательность (IS, IS-элемент, англ. Insertion sequence) — короткий фрагмент ДНК, простой мобильный генетический элемент.
Инсерционные последовательности обладают двумя важными характеристиками — они мало похожи на другие мобильные элементы (около 700—2500 нуклеотидов) и кодируют лишь белки, вовлечённые в процесс транспозиции (в отличие от транспозонов, кодирующих ещё и некоторые вспомогательные гены, например, гены резистентности к антибиотикам). Эти белки обычно представлены транспозазой, которая катализирует ферментативную реакцию, позволяющую IS элементу перемещаться, а также регуляторный белок, который стимулирует или ингибирует активность транспозиции.
Кодирующий район в IS элементе обычно фланкирован обращёнными повторами.
IS-элементы могут быть частью сложных транспозонов (см. например, Tn10), в которых два IS фланкируют вспомогательные гены (например, гены резистентности к антибиотикам).